# Cewe Group
Die Cewe Stiftung & Co. KGaA (Eigenschreibweise: CEWE) ist die Konzernobergesellschaft des europaweit tätigen Fotodienstleistlers und Online-Druckanbieters Cewe Group mit Hauptsitz in Oldenburg. Das Unternehmen gilt laut einem Bericht der Nordwest-Zeitung von 2024 als europäischer Marktführer im Bereich der Fotodienstleistungen und ist mit den Tochterunternehmen ebenfalls in den Geschäftsfeldern kommerzieller Online-Druck und Einzelhandel tätig. 2024 erzielte die Cewe Group einen Umsatz von 832,8 Millionen Euro.

## Geschichte

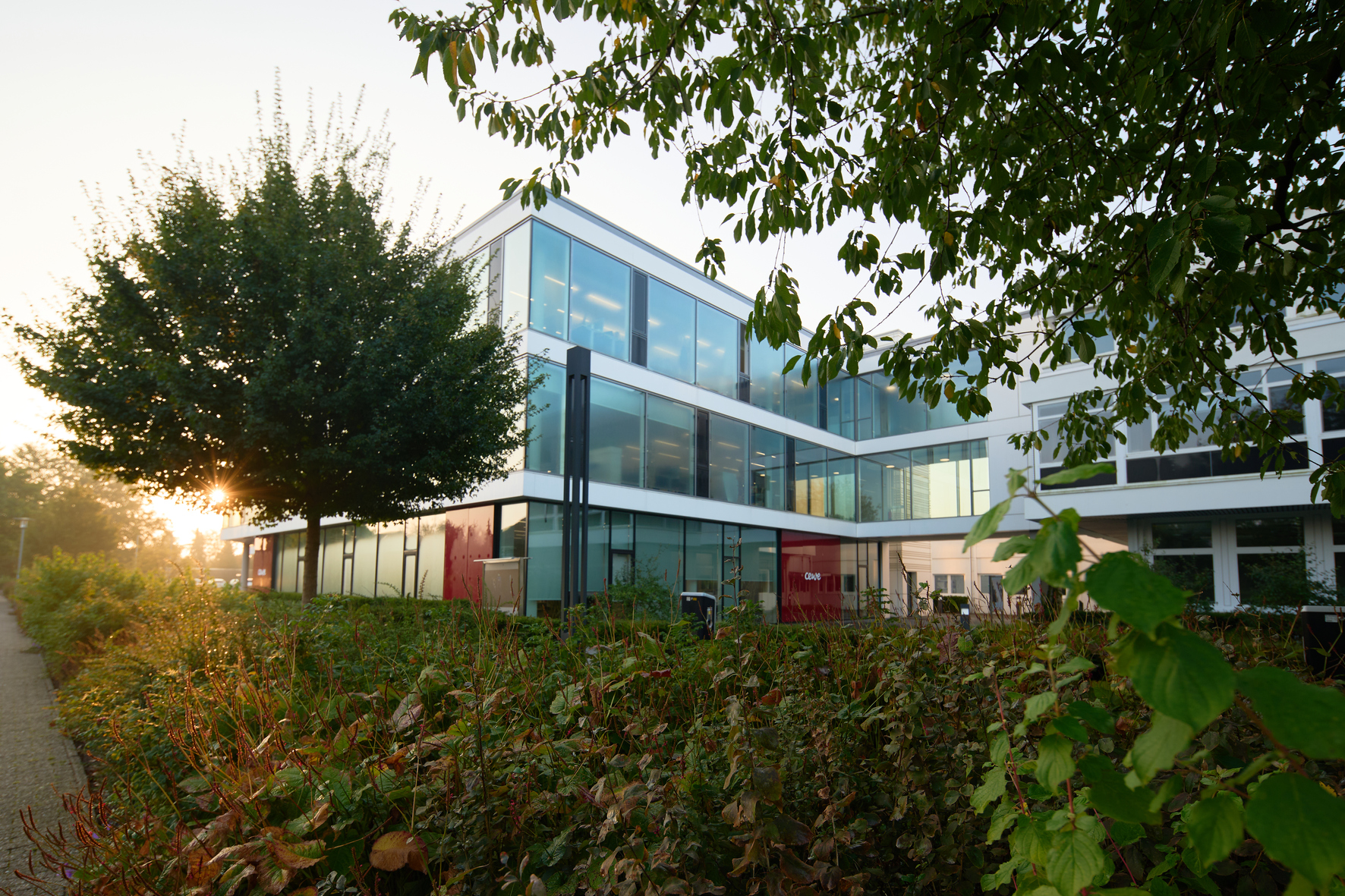
Cewe-Hauptsitz in Oldenburg

### Gründung und Wachstum
Am 1. Mai 1912 gründete August Friedrich Carl Wöltje in Oldenburg eine „Photographische Anstalt“. Ab 1924 erweiterte er sein Geschäft um den Verkauf von Kameras und Zubehör. Kurz nach der Währungsreform 1948 trat sein Schwiegersohn Heinz Neumüller als geschäftsführender Gesellschafter in das Unternehmen ein.
1950 eröffnete Carl Wöltje eines der ersten Farblabore im Bundesgebiet und versorgte mit 17 Mitarbeitern einen Stammkundenkreis von mehreren 100 Fotogeschäften. Neumüller baute das Unternehmen zusammen mit seiner ersten Frau Sigrid, Tochter von Carl Wöltje, aus und gründete 1961 in Oldenburg das Unternehmen Cewe Color. Der Name entstand aus den Initialen seines Schwiegervaters Carl Wöltje.
Bei steigender Nachfrage nach Farbfotos baute Cewe 1964 auf einem 50.000 m2 großen Gelände in Oldenburg-Kreyenbrück ein Foto-Großlabor. 1971 wurde das Unternehmen erstmals im Ausland aktiv, und zwar in den Niederlanden. 1973 fusionierte Cewe mit der Vereinigten Color in Hamburg und Bremen. Die Firmenbezeichnung lautete von da an Vereinigte Cewe Color Betriebe. Im Laufe der folgenden Jahre übernahm Cewe noch weitere Labore im In- und Ausland und wurde im Zuge des Übergangs von der Schwarzweiß- zur Farbfotografie in den 70er Jahren zum Marktführer für Fotoentwicklung in Deutschland.
Von 1986 an eröffnete das Unternehmen weitere Betriebe in Mönchengladbach, Paris, Berlin, Worms und Dresden. 1989 führte Cewe die Eurocombi-Tasche zur Aufbewahrung von Fotoaufträgen ein. 1992 wurde die Firmengruppe unter dem Dach der Cewe Color Holding AG neu strukturiert und 1993 an die Börse gebracht; seit 1993 sind die Aktien des Unternehmens an der Frankfurter Wertpapierbörse notiert. Anschließend expandierte Cewe in Frankreich, Skandinavien und Mitteleuropa.

### Wandel von analog zu digital
Im Jahr 1994 stellte sich Cewe auf den Wandel von der analogen zur digitalen Fotografie ein. Kurz zuvor entwickelte Cewe den Photoindex – ein Foto, das alle Bilder im Miniaturformat zeigte, die auf dem Film enthalten waren, und das nach Ausbelichtung eines Films zusammen mit den fertigen Fotos und Negativen an den Kunden ausgeliefert wurde. Dies sollte die Nachbestellung von Bildern erleichtern. Ab 1995 konnten Bilder von Negativen gescannt, digitalisiert und als Bildershow auf einer Diskette ausgegeben werden, ab 1997 war das auch auf einer ImageCD möglich. Diese ließ sich auf DVD-Playern abspielen und enthielt neben den Fotos des Kunden auch eine Software zur Bildbearbeitung und -präsentation. Im selben Jahr stellte Cewe die erste Station zur Annahme digitaler Bilddaten in einem Foto-Fachgeschäft auf. Zudem war es ab 1997 möglich, Digitalfotos per Internet zu bestellen. 2001 führte Cewe ein Foto-Terminal ein, das Digitalfotos annehmen und direkt am Point of Sale auf CD ausgeben konnte.
Im Zuge der Analog-Digital-Transformation mussten zwischen Ende der 1990er- und Anfang der 2000er-Jahre deutschlandweit mehrere Fotogroßlabore von Cewe geschlossen werden.
Bis Anfang der 2000er Jahre brach das Geschäft von Fotoabzügen vom Negativ größtenteils weg. 2005 führte das Unternehmen das Cewe Fotobuch ein. 2007 überstieg die Zahl der entwickelten Digitalbilder (1.515 Millionen) erstmals die Zahl der von Filmen entwickelten Fotos (1.277 Millionen). Im folgenden Jahr übernahm Cewe mit dem Unternehmen diron aus Münster einen Anbieter von Software und Beratungsdienstleistungen rund um den gewerblichen Druck. Anfang 2010 startete diron zunächst mit dem Piloten aprinto.de, daraus entstand später das Unternehmen viaprinto, eine Online-Druckerei für Unternehmen.

### Cewe an der Börse
Bis zum 15. Juni 2007 war das Unternehmen im SDAX gelistet und stieg am 4. März 2009 erneut in den SDAX auf. Daneben war Cewe im niedersächsischen Aktienindex Nisax20 notiert.
2007 kam es zu einem Konflikt zwischen dem Cewe-Management und dem Aktionär M2 Capital Management AG, einer Schweizer Private-Equity-Gesellschaft. M2 Capital forderte eine drastische Erhöhung der Dividende, die nach Ansicht des Cewe-Vorstands sowie einiger Großaktionäre die Umstrukturierung und langfristige Ausrichtung des Unternehmens gefährdet hätte. Die an M2 Capital beteiligten Investmentfonds warfen dem Cewe-Vorstand und -Aufsichtsrat Versagen vor und forderten den Rücktritt des Managements. Der Angriff blieb ohne Erfolg. Sebastian Freitag, der als Inhaber der Investmentbank Freitag & Co. die beiden Hedgefonds M2 Capital und K Capital beriet und als deren Interessenvertreter im Cewe-Aufsichtsrat saß, trat am 8. Februar 2007 zurück. Für das Geschäftsjahr 2007 wurde eine unveränderte Dividende von 1,20 Euro ausgeschüttet. Sechs Jahre nach dem Konflikt änderte Cewe die Gesellschaftsform von einer Aktiengesellschaft (Cewe Color Holding AG) in eine Stiftung & Co. KGaA und beschnitt damit die Einflussmöglichkeiten der Aktionäre.

### Übernahmen und neue Entwicklungen
Im Februar 2012 übernahm Cewe die Dresdner Saxoprint GmbH (500 Mitarbeiter, Umsatz 2011: 31,4 Millionen Euro). Damit stieg Cewe in den Markt der Offset-Druckereien und den Geschäftskundenmarkt mit Auflagen bis zu 200.000 Exemplaren ein. Ab diesem Zeitpunkt bot Cewe den Online-Druck auch unter der Marke cewe-print.de an. Im selben Jahr führte Cewe eine App fürs Smartphone ein, über welche die Fotoprodukte des Unternehmens bestellt werden konnten.
In den folgenden Jahren wuchs die Unternehmensgruppe durch mehrere Übernahmen und Beteiligungen an. 2016 erfolgte die Übernahme des französischen Unternehmens für Foto-Apps Cheerz und 2017 übernahm Cewe die Online-Druckerei Laserline. Im April 2019 übernahm Cewe die Whitewall Media GmbH und im Juli 2020 löste sich die Marke cewe-print.de auf und ging zu 100 % in die Marke Cewe Geschäftsdruck über.
Im März 2022 entschied das Kuratorium der Neumüller Cewe Color Stiftung, die Zusammenarbeit mit dem amtierenden Vorstandsvorsitzenden Christian Friege nicht über dessen Vertragsende, im Dezember 2022, hinaus zu verlängern. Diese Entscheidung wurde seitens des Kuratoriums mit einer unterschiedlichen Auffassung über die Unternehmensführung begründet. Ende April 2022 wurde bekannt, dass der Erbe des Firmengründers, welcher Mitglied der Neumüller Cewe Color Stiftung ist, von einer Sonderregelung Gebrauch machte, und Christian Friege auch nach 2022 eine Position im Vorstand des Unternehmens innehaben sollte. In der Folge verzichtete er jedoch auf die Berufung und mit Yvonne Rostock wurde eine neue Vorstandsvorsitzende berufen. Zum 1. Mai 2025 löste Thomas Mehls Ivonne Rostock als neuer Vorstandsvorsitzender ab.

## Unternehmensstruktur

Logo des Cewe Fotoservice

Die Cewe Stiftung & Co. KGaA ist die Muttergesellschaft der Cewe Group. Persönlich haftende Gesellschafterin der Cewe Stiftung & Co. KGaA ist die Neumüller Cewe Color Stiftung. Die Stiftung wird durch den Vorstand vertreten, welcher wiederum vom Stiftungskuratorium bestellt wird. Im Kuratorium ist die Erbengemeinschaft der Familie Neumüller vertreten. Im Geschäftsjahr 2024 erzielte die Gruppe einen Umsatz von 832,8 Millionen Euro. 2024 beschäftigte die Cewe Stiftung & Co. KGaA durchschnittlich 3959 Mitarbeitende; davon arbeiten über 3000 Mitarbeitende in den inländischen Betrieben.
Zur Cewe Group gehören folgende Tochtergesellschaften:
- Cheerz
- Pixum
- Whitewall
- DeinDesign
- Saxoprint
- Viaprinto

Im Einzelhandel verfügt die Cewe Group über folgende Marken:
- Cewe Fotojoker
- Cewe Japan Photo
- Cewe Fotolab Slowakei
- Cewe Fotolab Tschechien
- Wöltje

### Standorte
2024 war die Cewe Group in 21 europäischen Ländern vertreten und verfügte über 27 Vertriebsniederlassungen. Neben dem Unternehmenssitz in Oldenburg unterhält die Gruppe in Deutschland Produktionsstandorte in Mönchengladbach, Eschbach bei Freiburg, Germering bei München, Dresden, Frechen bei Köln und Bad Kreuznach. Im europäischen Ausland produziert Cewe an den Standorten in Tschechien (Prag), Frankreich (Paris, Rennes, Montpellier), Polen (Koźle), Ungarn (Budapest) und dem Vereinigten Königreich (Warwick).

### Aktionärsstruktur
(Stand: Mai 2025)
- Cewe Stiftung & Co. KGaA: 5,7 %
- Familie Neumüller: 27,1 %
- Union Investment Privatfonds GmbH: 5,0 %
- Streubesitz: 62,2 %

## Produkte und Produktion

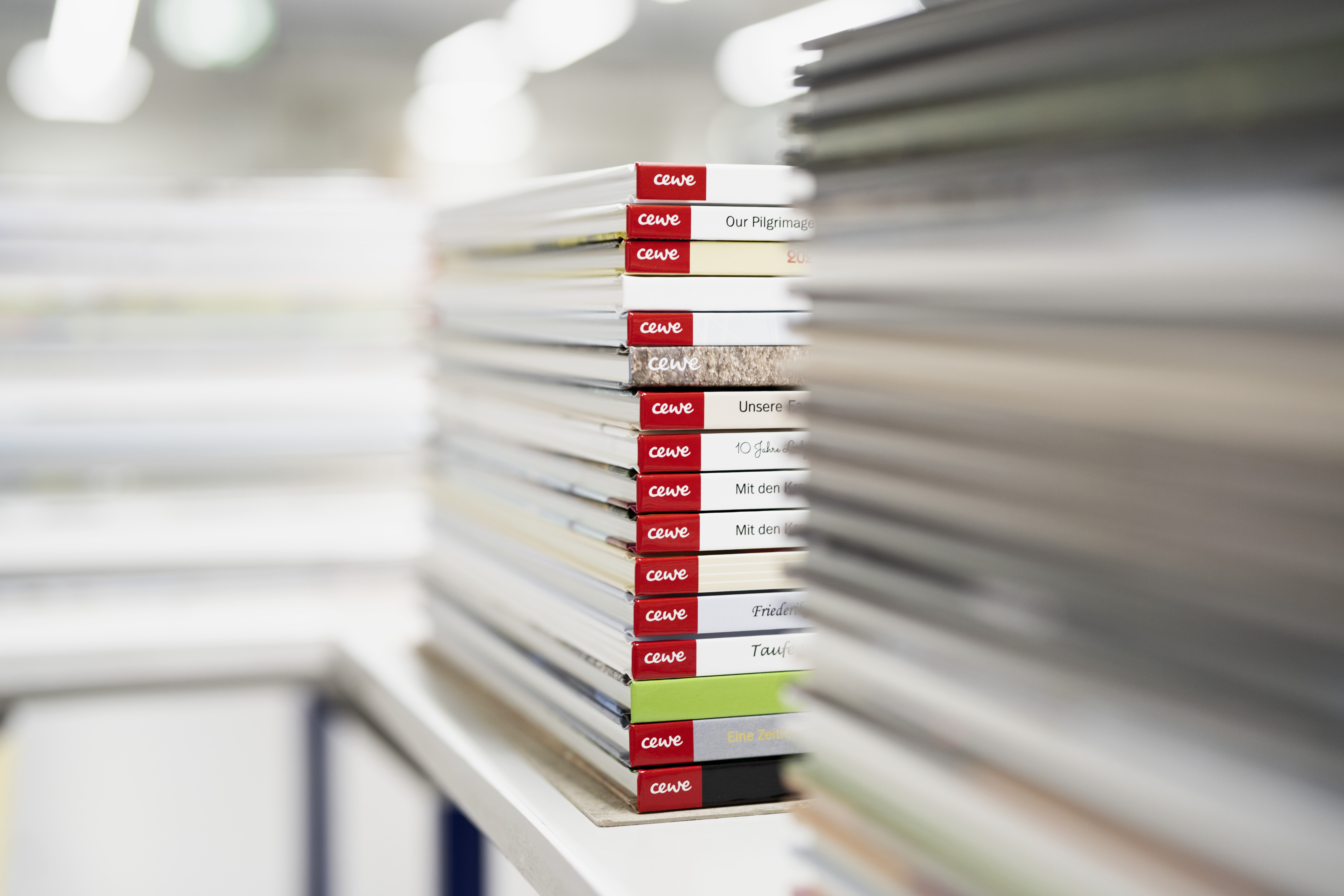
Cewe-Fotobuch-Stapel in der Produktion

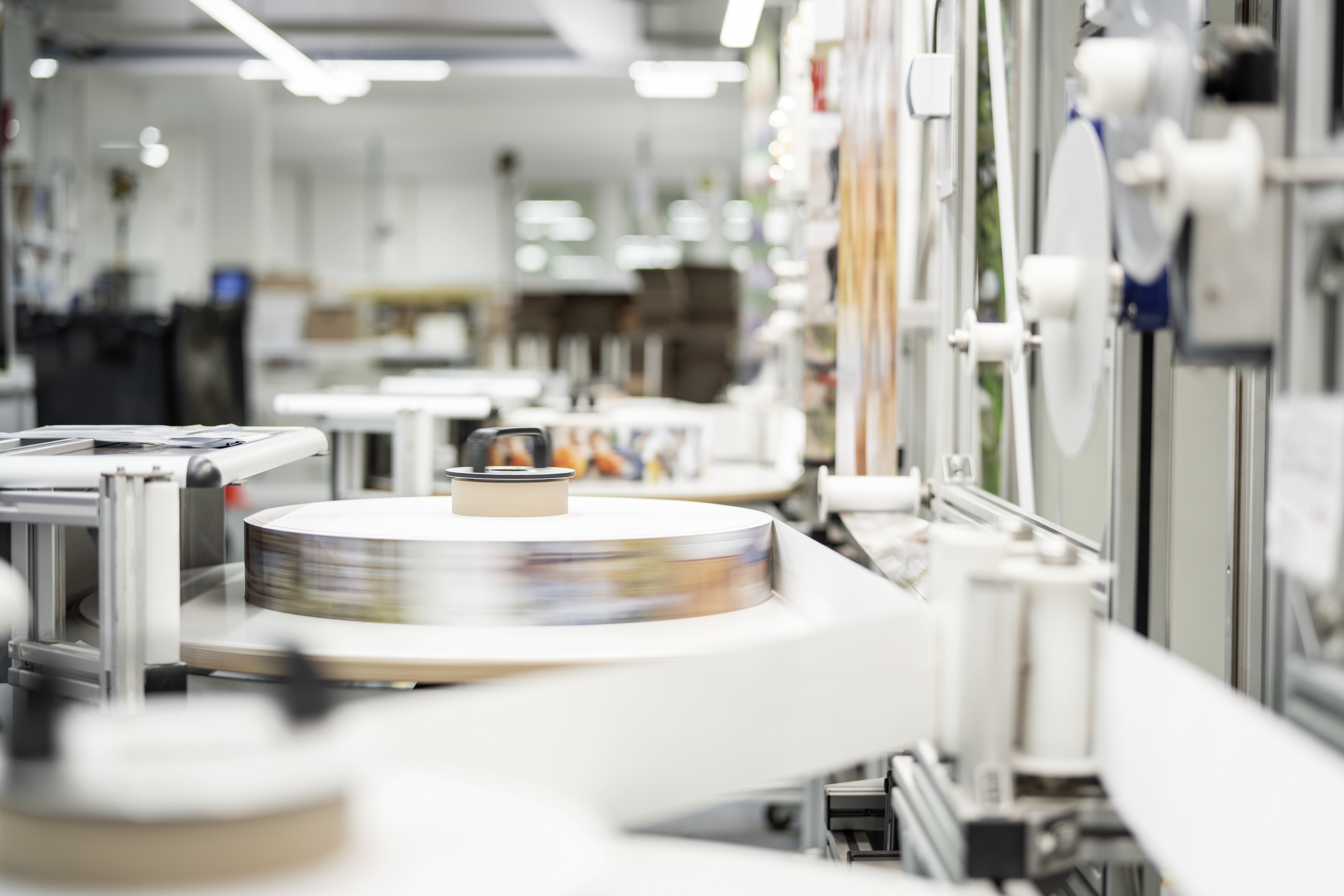
Fotoentwicklung bei Cewe

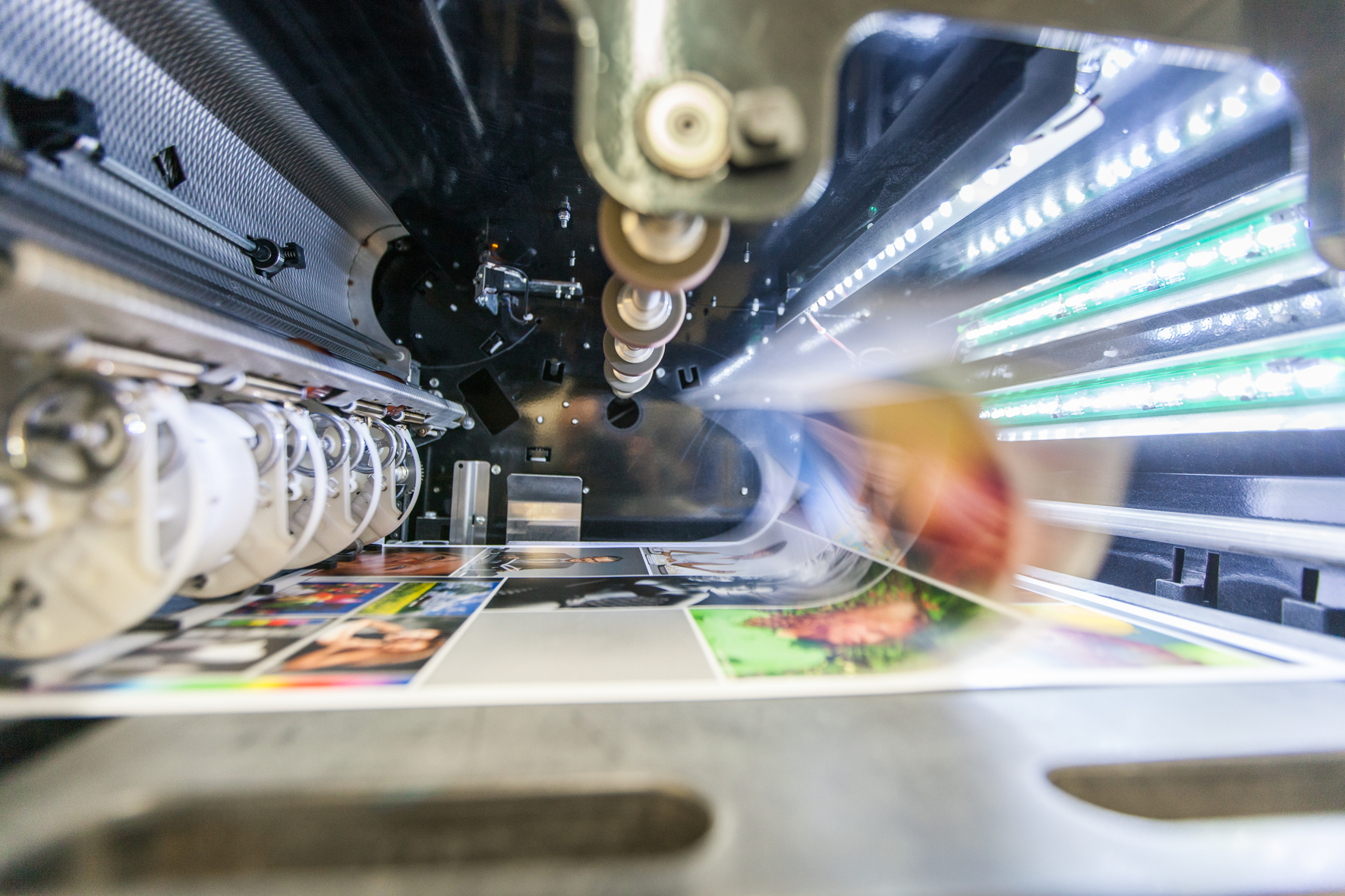
Digitaldruck bei Cewe

Cewe ist tätig im Bereich des Fotofinishings, das die Herstellung und Vermarktung von Fotoprodukten umfasst. Cewe begann ursprünglich mit Dienstleistungen und Produkten basierend auf analogen Filmen, entwickelte sich aber weiter und erzielt seinen Hauptumsatz mittlerweile mit der Produktion von Digitalbildern und Fotobüchern. Zu den weiteren Fotoprodukten gehören Fotokalender, Wandbilder, Grußkarten und personalisierte Geschenkartikel. Cewe verkaufte 2024 über 6,1 Millionen Fotobücher und druckte rund 2,46 Milliarden Fotos.
Weiterhin werden in der Einzelhandelssparte, die vor allem in Osteuropa und Skandinavien präsent ist, verschiedene Hardware-Produkte wie Kameras und Kamerazubehör angeboten.
Neben dem Fotofinishing ist die Cewe Group auch im kommerziellen Online-Druck tätig. Unter den Marken Saxoprint, Viaprinto und Laserline bietet die Gruppe online bestellbare Werbe- und Geschäftsdruckprodukte an. Saxoprint richtet sich an Kunden im Offsetdruck, Viaprinto produziert hochwertige Digitalprodukte in kleinen Auflagen.

### Vertriebskanäle
Die Cewe Group nutzt je nach Marke ein Omnichannel-Modell, das sowohl stationäre Läden, Online-Shops, mobilen Apps als auch Fotostationen umfasst. Hierdurch werden über verschiedene Kanäle Fotofinishing-Produkte verkauft. In stationären Läden sowie dem Online-Shop werden zudem Hardware wie Kameras und Kamerazubehör angeboten.
Cewe führt für viele große Handelsketten und Drogeriemärkte die Fotoarbeiten aus. Mehr als 22.000 Fotostationen und die Kooperation mit etwa 20.000 Handelspartnern werden täglich Kunden mit Fotoarbeiten sowohl über Verkaufsorte und Sofortfotostationen als auch über den Postversand beliefert. Zu den Handelspartnern gehören Handelsketten wie dm, Edeka, MediaMarktSaturn, Müller und Rossmann.

### Produktentwicklung
Cewe investiert im Bereich Entwicklung vor allem in mobile Anwendungen, welche die Gestaltung und Produktion von Fotoprodukten verbessern. Hierzu gehört die Unterstützung von diversen Betriebssystemen sowie die Integration von Online-Speicherorten wie Google, Apple, Amazon oder Microsoft auszubauen. Auch der Omnichannel-Ansatz, darunter die Verknüpfung zwischen der Cewe-Fotostation und der App, wird von Cewe weiterentwickelt. Hier wird unter anderem die Bandbreite für die Datenübertragung ausgebaut.
Im Bereich Künstliche Intelligenz entwickelte Cewe Funktionen wie das automatische Ermitteln von Bildausschnitten oder das Vorschlagen passender Hintergrundfarben. Weiterhin nutzt Cewe Methoden wie Generative Adversarial Networks (GANs), um die Qualität von Bildern mit geringer Auflösung zu verbessern. Die KI-Funktionen werden im unternehmenseigenen Mobile und Artificial Intelligence Campus (MAIC) entwickelt. Die KI-Anwendungen werden zudem in der Cewe-Kunden-Charta erläutert.
2018 arbeiteten am Stammsitz in Oldenburg über 100 Softwareentwickler an der Weiterentwicklung diverser Apps und der Gestaltungs- und Bestellsoftware.
Jährlich veranstaltet das Unternehmen in Oldenburg zwecks der Produktentwicklung die Innovation Days, bei denen technologische Entwicklungen, Produkte und Zukunftsthemen von Mitarbeitern aus verschiedenen Unternehmensbereichen und Standorten präsentiert und diskutiert werden.

## Nachhaltigkeit und Engagement

### Umwelt- und Klimaschutz
Die Cewe Group unterstützt mehrere Projekte und Organisationen im Bereich Nachhaltigkeit, darunter die NABU-Stiftung Nationales Naturerbe. Zu den spezifischen Maßnahmen im Unternehmen gehören unter anderem die Umstellung auf leistungsfähigere Server, um so den Energieverbrauch in den Rechenzentren zu senken sowie die Installation von Solaranlagen und die Umstellung auf Grünstrom.
Seit 2010 veröffentlicht die Cewe Group jährlich einen Nachhaltigkeitsbericht.

### Soziale Verantwortung
Weiterhin werden von der Cewe Group auch soziale Projekte durch Druckartikel oder finanzielle Spenden gefördert. Hier engagiert sich Cewe unter anderem für die DKMS, zwecks der Typisierung zur Behandlung von Menschen mit Blutkrebs. Saxoprint fördert zudem die Hope-Gala Dresden, welche HIV-infizierte Kinder und deren Familien unterstützt. International unterstützt Cewe unter anderem die SOS-Kinderdörfer weltweit.
Darüber hinaus betreibt Cewe seit 2014 eine eigene Großtagespflege (Cewelino) und arbeitet mit der AWO Familienservice zusammen. Die Cewe Group ist zudem Unterzeichner der Charta der Vielfalt.
Die Cewe Group fördert außerdem Kultur-Initiativen. Regional in Oldenburg und Norddeutschland unterstützt Cewe unter anderem den Kultursommer und den Park der Gärten.
Im Bildungsbereich arbeitet Cewe mit verschiedenen Bildungseinrichtungen, wie der Carl von Ossietzky Universität Oldenburg, zusammen und vergibt über die Heinz Neumüller Stiftung jährlich mehrere Stipendien für Doktoranden. Cewe unterstützt zudem die oldenburgische Kinder- und Jugendbuchmesse (KIBUM).

### Fotokultur
Die Cewe Group unterstützt verschiedene Projekte im Bereich Fotografie. Ein Teil dieses Engagements liegt in der Planung und Durchführung nationaler und internationaler Fotofestivals, die eine Plattform für Fotografen unterschiedlicher Erfahrungsstufen bieten. Ein zentrales Projekt ist der Cewe Photo Award, ein internationaler Fotowettbewerb der zum größten Fotowettbewerb weltweit avancierte. Sowohl Amateur- als auch professionelle Fotografen können daran teilnehmen.
Ein weiterer Aspekt liegt auch in der Förderung des fotografischen Nachwuchses. Durch geeignete Projekte bietet das Unternehmen angehenden Fotografen die Chance auf eine eigene Ausstellung.

## Sponsoring und Partnerschaften
Cewe ist langjähriger Sponsor verschiedener Sportvereine und Mannschaften, darunter die EWE Baskets Oldenburg und die Handball-Bundesliga-Mannschaft der Frauen des VFL Oldenburg. Seit 2015 ist Cewe der namensgebende Sponsor der Basketball-Grundschulliga Cewe Baskids.
Pixum ist zudem Partner des Deutschen Handballbunds und war Namensgeber des Pixum-Cups.
Saxoprint ist offizieller Druckpartner des Eishockeyverbands Österreichs und engagiert sich zudem als Sponsor im regionalen Sport in Dresden. Das Unternehmen unterstützt unter anderem Dynamo Dresden (Fußball), den Dresdner SC Volleyball (Frauen), die Dresdner Eislöwen (Eishockey), die Dresden Monarchs (American Football) sowie die Dresden Titans (Basketball).

## Auszeichnungen (Auswahl)

### Produkte
- 2018: TIPA World Award in der Kategorie Best Photo Print Service für das Cewe Fotobuch Cover mit Veredelung[8]
- 2019: TIPA World Award in der Kategorie Best Photo Service für Cewe Hexxas[10]
- 2020: TIPA World Award in der Kategorie Best Photo Print Service für das Cewe Fotobuch Cover mit Leder und Leineneinband[79]
- 2021: TIPA World Award in der Kategorie Best Photo Service für Cewe Fotokalender A2 Gold Edition[80]
- 2021: TIPA World Award in der Kategorie Best Retail Finishing System für das Cewe Fotocenter[81]
- 2022: TIPA World Award in der Kategorie Best Photo Service für den personalisierten Schuber für das Cewe Fotobuch[82]
- 2023: TIPA World Award für das Cewe Fotobuch mit recyceltem Innenseitenpapier[83]
- 2024: TIPA World Award in der Kategorie Best Photo Service für die Cewe Freiform-Sticker[84]
- 2025: TIPA World Award in den Kategorien Best Photo Service, Best Design & Technology, Best Photo Book und Best Professional Printing App.[85]
- 2025: Red Dot Award: Product Design für den Wandkalender Fineline[86]

### Unternehmen
- 2010: Auszeichnung als Best Innovator für die Transformation zum Digitalunternehmen, verliehen von der Zeitschrift WirtschaftsWoche und der Unternehmensberatung A.T. Kearney[87]
- 2014: Zertifikat Ausgezeichneter Arbeitgeber mit dem Zusatzmodul Elternfreundlichkeit, verliehen vom TÜV Rheinland und dem SOS-Kinderdorf[88]
- Seit 2014: Audit berufundfamilie, verliehen von der Familie & Beruf Management GmbH[89]
- 2019: Auszeichnung als erster Digitaler Ort Niedersachsen, verliehen von Bernd Althusmann[90]
- Seit 2020: Auszeichnung als Zukunftsfest, verliehen von der Demografieagentur und dem Niedersächsischen Wirtschaftsministerium[91][92]
- 2022: Auszeichnung als Bester Arbeitgeber, verliehen von Great Place to Work[93]
- 2024: Auszeichnung Top Service Deutschland, verliehen von der CR Management Consulting GmbH, dem Handelsblatt und dem Institut für marktorientierte Unternehmensführung der Universität Mannheim[94]
- 2024: Auszeichnung der Bestnote 1,4 für Cewe, verliehen von Imtest.[48]
- 2025: Auszeichnung als Best Managed Company, verliehen von Deloitte, der Frankfurter Allgemeinen Zeitung, der UBS und dem Bundesverband der Deutschen Industrie.[95]